# 六溴苯
六溴苯是一种有机化合物，化学式为C6Br6，是苯的全部氢原子被溴取代的产物。不溶于水。

## 应用
六溴苯在阻燃剂的生产中有应用。